# Stadtbibliothek Bonn
Die Stadtbibliothek Bonn ist ein großstädtisches Bibliothekssystem mit einer Zentrale im Haus der Bildung im Alten Stadthaus und acht Zweigstellen. Zu ihren wesentlichen Aufgaben gehört die Informationsversorgung durch Medien zur Bildung sowie zur Unterhaltung. Die Mitarbeiter erteilen Auskünfte allgemeiner Art und zur Nutzung der Bibliothek. Ferner möchte die Stadtbibliothek Lese- und Medienkompetenz (z. B. durch Einführungen in die Digitale Bibliothek) vermitteln und Leseförderung (z. B. durch den Sommerleseclub) betreiben. Darüber hinaus versteht sie sich als ein Aufenthalts- und Kommunikationsraum ohne Konsumzwang, in dem lebenslanges Lernen stattfindet.

## Geschichte
Die Ursprünge der Stadtbibliothek liegen in der 1897 gegründeten Bonner Bücher- und Lesehalle. Die erste Stadtbücherei wurde am 8. Februar 1943 mit 9.000 Bänden gegründet und hatte ihr Quartier damals im Alten Rathaus. Als 1969 die Stadt Bonn durch die Eingemeindung von Beuel und Bad Godesberg wuchs, entstanden die ersten Zweigstellen. Am 1. Januar 1997 wurde die Bücherei in Stadtbibliothek umbenannt, um ihren gewachsenen Anspruch in der kulturellen Grundversorgung zu verdeutlichen. 
 Nachdem die Zentralbibliothek im Oktober 2011 ihren damaligen Standort verließ und vorübergehend in der Cassius-Bastei und Dottendorf betrieben wurde, konnte sie im September 2015 im neugebauten Haus der Bildung am alten Standort wiedereröffnen. Sie teilt sich die Räumlichkeiten mit der Volkshochschule, dem Literaturhaus Bonn e.V. und dem Café Liebeslesen. Im Frühjahr 2016 konnte in der Zentralbibliothek die mit Landesmitteln geförderte Jugendbibliothek öffnen. Die Leitung der Stadtbibliothek hat seit dem 1. September 2016 Helga Albrecht inne.

## Organisation
Die Stadtbibliotheken sind in folgender Weise über Bonn verteilt:
- Zentralbibliothek im Haus der Bildung mit circa 148.500 Medieneinheiten
- Musikbibliothek in Endenich mit circa 52.600 Medieneinheiten
- Bezirksbibliothek Bad Godesberg mit circa 37.600 Medieneinheiten
- Bezirksbibliothek Beuel mit circa 21.800 Medieneinheiten
- Stadtteilbibliothek Brüser Berg mit circa 19.100 Medieneinheiten
- Stadtteilbibliothek Tannenbusch mit circa 18.000 Medieneinheiten
- Integrierte Stadtteilbibliothek Auerberg mit circa 10.000 Medieneinheiten
- Stadtteilbibliothek Endenich mit circa 12.000 Medieneinheiten
- Stadtteilbibliothek Dottendorf mit circa 12.600 Medieneinheiten

Die Einrichtungen der Stadtbibliothek mit Ausnahme der Musikbibliothek verfügen über Selbstverbuchungsautomaten, die mit RFID-Technologie funktionieren.

## Bestand und Dienstleistungen

### Medienangebot
Für Kinder und Jugendliche ist die Nutzung der Bibliothek kostenfrei. Erwachsene, die Medien ausleihen möchten, können zwischen einer Dreimonats- oder Jahresgebühr wählen.
Neben Printmedien wie Büchern, Zeitschriften und Zeitungen bietet die Bibliothek CDs, CD-ROM, DVDs, Blu-rays und Hörbücher. Des Weiteren verfügt sie über Konsolen- und Brettspiele, Noten und e-Medien. Die Kunden können über den OPAC einsehen, welche Medien sie bis zu welchem Datum entliehen haben und diese bei Bedarf verlängern. Sie erhalten im OPAC Auskunft, ob ein gewünschtes Medium in einer Einrichtung der Stadtbibliothek vorhanden ist. In der e-Bibliothek können die Kunden zu jeder Tageszeit e-Books, e-Videos, e-Audios (Hörbücher) oder e-Papers (Zeitschriften und Zeitungen) ausleihen und anschließend herunterladen. Dieses Angebot ist für Kunden mit einem gültigen Bibliotheksausweis und einem Kennwort in der Nutzungsgebühr enthalten. Zusätzlich bietet die Bibliothek die Möglichkeit, e-Reader zu testen oder auszuleihen.
Die Stadtbibliothek Bonn hat folgende Datenbanken lizenziert: die Lexikonsuchmaschinen Duden, Brockhaus und Munziger sowie die digitale Bibliothek (DigiBib). In letzterer können verschiedene Bibliothekskataloge gleichzeitig durchsucht und verschiedene Volltext- und Fachdatenbanken genutzt werden. Neu hinzugekommen ist die Zeitungen- und Zeitschriftendatenbank „GENIOS eBib“. Das digitale Infoportal bietet online Zugriff auf mehr als 1.000 Zeitungen und Zeitschriften, die gezielt nach Interessensgebieten und Themen durchsucht werden können.

### Dienstleistungen und Veranstaltungen
Die Kunden können sich Medien aus allen städtischen Bibliotheksstandorten in diejenige Bibliothek liefern lassen, die sie nutzen. So steht ihnen von der heimischen Zweigstelle aus das Angebots des Bibliothekssystems mit 332.000 Medien offen. Verfügt keine der Bibliotheken in Bonn über das gesuchte Medium, kann es auf Wunsch als Fernleihe aus einer anderen Bibliothek in Deutschland bestellt werden. Für die Fernleihbestellung fällt im Gegensatz zum internen Leihverkehr eine Gebühr an. Alternativ dazu kann der Kunde über ein Formular auch einen Anschaffungsvorschlag bei der Stadtbibliothek Bonn einreichen, damit diese im Idealfall das Medium selbst erwirbt.
Über den Punkt „weitere Angebote“ im OPAC können die Kunden Neuerwerbungslisten einsehen, in der die Medien verzeichnet sind, welche in den vergangenen Wochen zum Bestand hinzugefügt wurden. So ist ein Schmökern in aktuellen Titeln möglich, die in verschiedene Gruppen wie bspw. Sachmedien oder Spielfilme eingeteilt sind. Zudem gibt es auch Neuerwerbungslisten für jede Zweigstelle. Die Kunden haben die Möglichkeit, ein entliehenes Medium jeglicher Art für sich vormerken zu lassen. Dieses finden sie dann in einem gesonderten Regal für Vormerkungen und Bestellungen, sobald es vom bisherigen Entleiher zurückgegeben wurde. Bestellungen und Vormerkungen (interner Leihverkehr) lassen sich telefonisch, über den OPAC oder bei einem persönlichen Besuch in der Bibliothek vornehmen. Um eine Orientierungshilfe zu bieten, gibt die Stadtbibliothek Einführungen in den OPAC und die e-Bibliothek. In den meisten Einrichtungen der Stadtbibliothek Bonn haben Besucher Zugang zum freien WLAN. In allen Zweigstellen finden Führungen für Schulen und Kindergärten statt, um Kinder und Jugendliche mit der Bibliothek vertraut zu machen. Darüber hinaus gibt es Führungen für Menschen mit einer nichtdeutschen Muttersprache.
Die Bibliothek bietet ein Veranstaltungsprogramm unter anderem mit Bilderbuchkinos, mehrsprachigen Lesungen oder handwerklich-kreativen Aktionen, das sich nicht nur an Kinder richtet. Regelmäßig wird hier der Sommerleseclub durchgeführt, der die Lese- und Schreibkompetenz von Schülern fördern möchte und mit Urkunden und Preisen Anreize bietet. Zudem findet alljährlich der Regionalentscheid des Vorlesewettbewerbs des Deutschen Buchhandels in der Stadtbibliothek statt. Besonders hervor sticht das zweiwöchige Rheinische Lesefest „Käpt’n Book“ für Kinder und Jugendliche, in dessen Rahmen seit 2002 Autoren wie Paul Maar in Bibliotheken kommen. In 25 Kommunen aus dem südlichen Rheinland und dem Bergischen Land finden rund 500 Veranstaltungen zu Käpt’n Book statt. Darüber hinaus wird die Stadtbibliothek regelmäßig Schauplatz von wechselnden Ausstellungen wie z. B. „Die Vereinten Nationen in Deutschland im Zeichen der Agenda 2030“ im Herbst 2017.

### Besondere Serviceleistungen
Bei der Rückgabe der Medien sind Kunden nicht mehr an die Öffnungszeiten der Bibliothek gebunden, sondern können sie jederzeit an der Außenrückgabe der Zentralbibliothek abgeben.
Um den Spracherwerb zu erleichtern, hat die Bibliothek ihr Angebot für Menschen mit Migrationshintergrund intensiviert. Sie bietet nun z. B. fremdsprachige und mehrsprachige Medien für Erwachsene und Kinder, darunter auch Tageszeitungen, in Sprachen wie bspw. Spanisch, Arabisch oder Türkisch an. Auch Lernmaterialien für Deutsch als Fremdsprache finden sich im Bestand. Für Menschen mit eingeschränkten Deutschkenntnissen gibt es spezielle Bibliotheksführungen.
Im Sommer 2016 wurde eine neuartige Fahrbibliothek eingeführt. „Der Rote Blitz“ ist ein Lastenfahrrad, das mit Medien für kleinere Kinder beladen ist und auf Wunsch Einrichtungen wie Kindergärten anfährt. An der Finanzierung waren die Bürgerstiftung Bonn und der Förderverein der Stadtbibliothek Bonn beteiligt. Zur Unterstützung des Unterrichts in Schulen oder des informellen Lernens in Kindergärten bietet die Stadtbibliothek den Einrichtungen Medienkisten zu verschiedenen Themen wie z. B. Integration oder nach individuellem Bedarf an. In der Zentralbibliothek gibt es darüber hinaus ein Lernzentrum, in dem nach Fächern geordnete Lern- und Abiturhilfen zum Ausleihen oder für das Lernen an den dortigen Arbeitsplätzen stehen. Für Schüler und Schülerinnen besteht zudem die Möglichkeit einer individuellen Rechercheschulung bei anstehenden Facharbeiten.
Mit der Plattform „BonnerBibliotheken“ startete im März 2019 ein weiteres Angebot der Stadtbibliothek. Dahinter steht die gemeinsame Suche im Bestand der beteiligten Bonner Bibliotheken. Neben den städtischen Bibliotheken und zwei Hochschulbibliotheken präsentieren sich hier Museums-, Spezial- und Forschungsbibliotheken, die ihre teils hochspezialisierten Bestände für ein öffentliches Publikum zur Verfügung stellen.

## Bibliothek in Zahlen
Im Jahr 2019 verfügte das öffentliche Bibliothekssystem über 332.000 Medien, von denen 149.000 auf die Zentralbibliothek entfielen. Die Stadtbibliothek mit insgesamt ca. 60 Mitarbeitern gaben in den zwölf Monaten rund 425.000 € für die Medienerwerbung aus. Im selben Jahr gab es knapp 1,5 Millionen Ausleihen, wobei rund die Hälfte der entliehenen Medien aus der Zentrale stammte. Dabei sind 141.000 Medien über die e-Bibliothek ausgeliehen worden. Knapp 100.000 Medien wanderten als interne Leihverkehrsbestellung aus einer Stadtteilbibliothek in eine andere, weil sie dort von einem der rund 25.000 Ausweisinhaber bestellt worden sind. Die Bonner Stadtbibliothek konnte 607.500 Besucher im Jahr 2019 verzeichnen.

## Kooperationen
Die Stadtbibliothek Bonn kooperiert im Haus der Bildung mit der örtlichen Volkshochschule und dem Literaturhaus. Außerdem wird sie vom Förderverein Stadtbibliothek Bonn e.V. bspw. bei Veranstaltungen oder ihrer Öffentlichkeitsarbeit unterstützt. Der Ausleihbetrieb in den Stadtteilbibliotheken Endenich und Dottendorf wird mit ehrenamtlichen Mitarbeitern des Fördervereins Stadtbücherei Endenich e.V. und KultimO realisiert. Bei der Besetzung der Integrierten Stadtteilbibliothek Auerberg wirken die MLG miteinander leben und gestalten gGmbH und der Förderverein Rheindorf/Auerberg e.V. zusammen. Zu den weiteren Kooperationspartnern gehören die Kooperationskreise Kirchliche Öffentliche Büchereien in Bonn und der Verein Schumannhaus Bonn e.V., welcher sich der Musikbibliothek widmet. Darüber hinaus arbeiten die jeweiligen Zweigstellen mit den umliegenden Schulen und Kindergärten zusammen.